# Maxwell Air Force Base

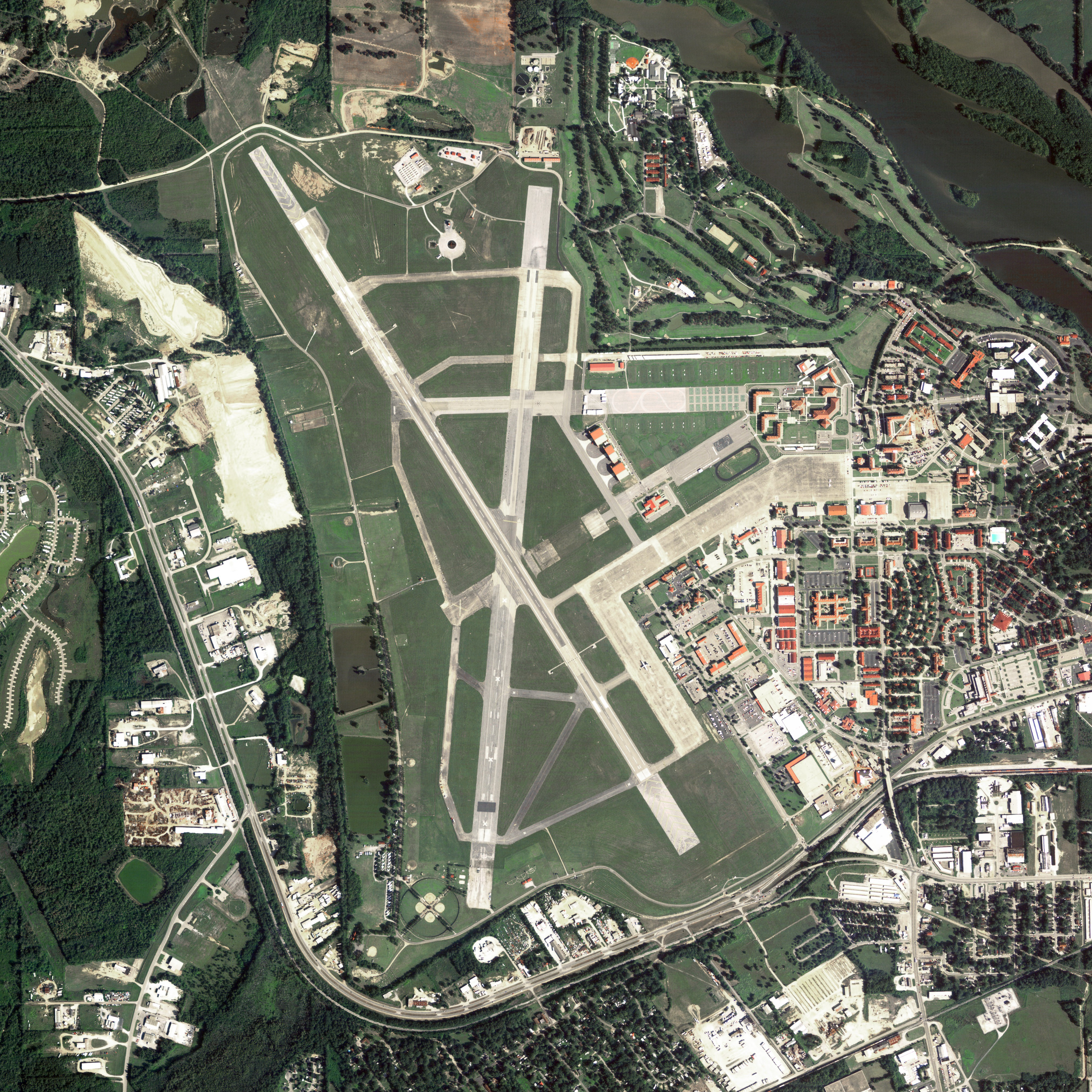
Satellitbild över Maxwell Air Force Base från 2006.

Maxwell Air Force Base är en militär flygplats (IATA: MXF, ICAO: KMXF, FAA LID: MXF) tillhörande USA:s flygvapen i staden Montgomery, Montgomery County i delstaten Alabama.

## Historik
På platsen för dagens flygbas grundade bröderna Wright i februari 1910 en flygskola som fanns i mindre än ett år. Flygfältet hyrdes av USA:s armé under första världskriget och köptes 1920. 1922 döptes anläggningen till Maxwell Field, efter en flygare från Alabama som omkom i en olycka på Filippinerna. 1926 bildades arméns flygkår, US Army Air Corps, och i början förlades Air Corps Tactical School på platsen efter att flyttat från Langley Field i Virginia. 1946 bildades Air University på Maxwell och 1947 blev USA:s flygvapen en egen försvarsgren och snart därefter bytte flygbasen namn till Maxwell Air Force Base.

## Förband
På Maxwell Air Force Base finns större delen av skolorna och fakulteterna till Air University (som är en del av Air Education and Training Command), bland annat Air War College (AWC), Air Command and Staff College (ACSC), Air Force Judge Advocate General’s School samt flygvapnets Officer Training School (OTS). 
Där finns även det nationella högkvarteret för Civil Air Patrol (CAP), det amerikanska flygvapnets frivilligorganisation.